# Trachycephalus resinifictrix
Trachycephalus resinifictrix е вид земноводно от семейство Дървесници (Hylidae).

## Разпространение
Видът е разпространен в Боливия, Бразилия, Венецуела, Еквадор, Колумбия, Перу, Суринам и Френска Гвиана.